# Cessione della Crimea

La penisola di Crimea nei confini attuali, con la città autonoma di Sebastopoli

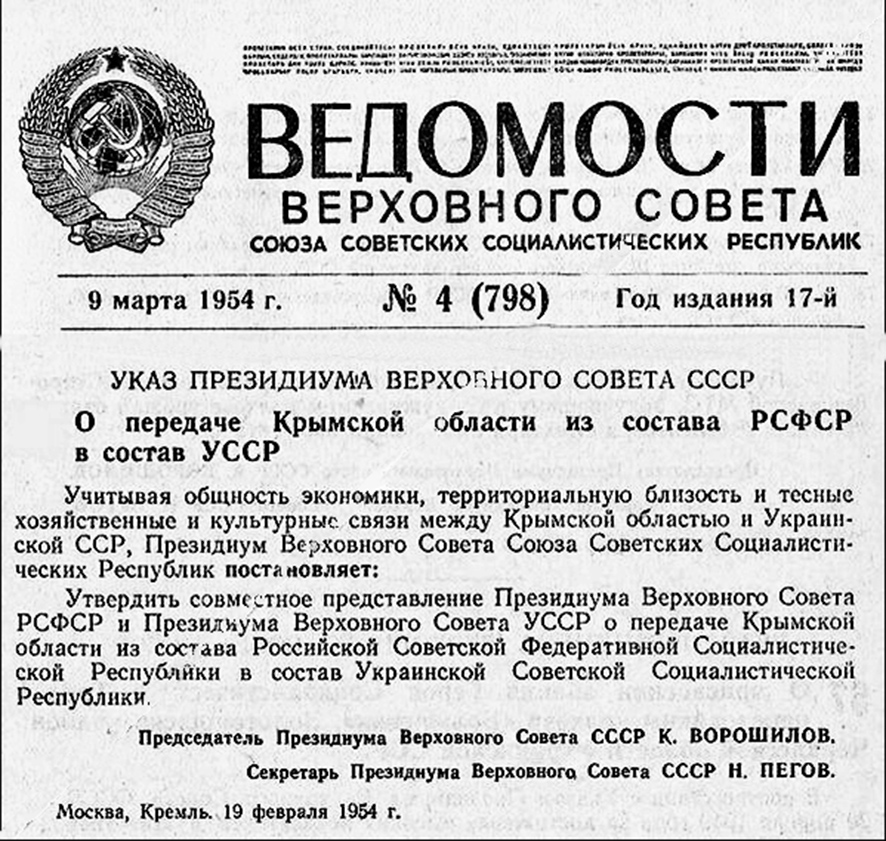
Il decreto sulla cessione della Crimea

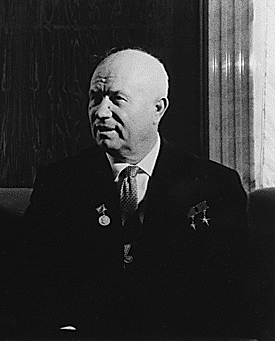
Nikita Chruščёv

La cessione della Crimea (in russo Передача Крыма Украине?, Peredača Kryma Ukraine, in ucraino Передача Криму Україні?, Peredača Krymu Ukraïni) fu il passaggio dell'oblast' di Crimea dalla RSFS Russa alla RSS Ucraina, deciso dal Soviet Supremo dell'Unione Sovietica il 19 febbraio 1954.

## Storia
L'ambizione russa a uno sbocco sul Mar Nero indusse la zarina Caterina II ad occupare la penisola eusina, che era stata annessa all'Impero l'8 gennaio 1784 con l'occupazione del Khanato di Crimea, vassallo dell'Impero ottomano. Quest'ultimo riconobbe l'annessione con il trattato di Iași dell'8 gennaio 1792 a conclusione della guerra russo-turca.
La cessione fu effettuata per festeggiare i 300 anni dal trattato di Perejaslav, firmato dai cosacchi dell'Etmanato cosacco con il Regno russo, il quale trasformò il primo in vassallo del secondo e legò assieme la storia della Russia e dell'Ucraina.
Nikita Chruščёv, all'epoca segretario generale del PCUS (e quindi leader dell'Unione Sovietica), era nato in Russia nei pressi del confine con l'Ucraina, ma apparteneva etnicamente a questa nazione e vi visse per tutta la giovinezza. Secondo il censimento del 1959, a soli cinque anni dalla cessione, il 71,4% della popolazione della Crimea era russo e il 22,3% ucraino.
La cessione avvenne in più fasi: il Soviet Supremo della RSS Russa la propose e sottopose ad approvazione, quindi il Soviet Supremo della RSS Ucraina la accettò (17 giugno 1954).

## Il decreto
Il decreto stampato sulla Pravda del 27 febbraio 1954 disponeva:
5 февраля 1954 г.
Учитывая общность экономики, территориальную близость и тесные хозяйственные и культурные связи между Крымской областью и Украинской ССР, Президиум Верховного Совета РСФСР постановляет:
Передать Крымскую область из состава РСФСР в состав Украинской ССР.
Настоящее постановление внести на утверждение Президиума Верховного Совета СССР.»
5 febbraio 1954
Data la comunanza dell'economia, la prossimità e gli stretti legami economici e culturali tra l'Oblast' di Crimea e la RSS Ucraina, il Presidium del Soviet Supremo della RSFSR:
[Decide di far] Passare l'Oblast' di Crimea della RSS Russa nella RSS Ucraina.
Il presente decreto è sottoposto all'approvazione da parte del Presidium del Soviet Supremo dell'URSS.»
(Presidium del Soviet Supremo della RSFSR, 5 febbraio 1954)

## Opinioni
La nipote di Chruščёv durante la crisi della Crimea del 2014 ha affermato sulla cessione:
Vladimir Putin, presidente russo che durante la crisi della Crimea del 2014 ha annesso unilateralmente la penisola alla Federazione, ha dichiarato che fu la decisione di Chruščёv a violare la Costituzione sovietica e che la Crimea rimane una parte "inalienabile" della Russia; anche l'ex segretario del PCUS e presidente dell'Unione Sovietica Michail Gorbačëv ha affermato che la decisione di Putin di annettere la Crimea corregge un "errore storico" commesso in violazione della Costituzione sovietica, sottolineando inoltre che "il referendum si è concluso con successo e corrisponde alle aspirazioni degli abitanti della Crimea".